# HMS B5
HMS B5 – brytyjski okręt podwodny typu B. Zbudowany w latach 1904–1905 w Vickers, Barrow-in-Furness, gdzie okręt został wodowany 14 listopada 1905 roku. Rozpoczął służbę w Royal Navy 25 lutego 1906 roku.
W 1914 roku B5 stacjonował w Devonport przydzielony do Dziesiątej Flotylli Okrętów Podwodnych (10th Submarine Flotilla) pod dowództwem Lt. Thomasa Kerra.
Razem z HMS B1 i HMS B3 służył do celów treningowych. 
W 1916 roku był w składzie 6 Flotylli Okrętów Podwodnych stacjonującej w Portsmouth, pod dowództwem Lt. Oswalda E. Hallifaxa. 
25 sierpnia 1921 roku okręt został sprzedany firmie A. J. Anderson, a 1 marca 1922 roku odsprzedany firmie J. Smith z Poole.